# PRO 2000 HTR狙击步枪
PRO 2000 HTR狙击步枪（英文：H-S Precision Pro 2000 HTR (Heavy Tactical Rifle)，重型战术步枪）是由美国HS精确（Precision）公司开发的栓动狙击步枪。该枪拥有优秀的精度：使用7.62×51mm NATO弹可以达到0.8MOA；使用竞赛级别弹药可以达到0.4MOA；使用定制弹药可以达到0.15MOA。

## 历史

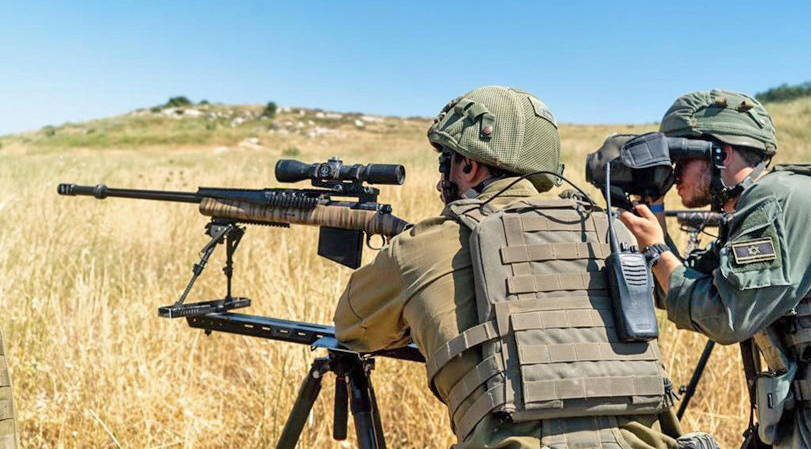
以色列国防军的狙击手正在使用“闪电”（PRO 2000 HTR狙击步枪的改装版本）武器系统射击。

以色列国防军将该枪的升级型号作为其远距离狙击步枪，并将其命名为“闪电”（Barak）。

## 设计
该枪使用28英寸（711mm）枪管并搭配.338拉普麥格農时的精度可以达到0.5-0.25MOA。 
该枪的有效射程为1,300碼（1,200），最大射程为1,600碼（1,500）。

## 服役
- 以色列：以色列国防军[3]
- 美国：联邦调查局人质救援队[3]